# Chulata
Chulata (hebrejsky חוּלָתָה, anglicky Hulata) je vesnice typu kibuc v Izraeli, v Severním distriktu, v Oblastní radě ha-Galil ha-Eljon (Horní Galilea).

## Geografie
Leží v nadmořské výšce 80 metrů v Chulském údolí v Horní Galileji, nedaleko horního toku řeky Jordán a cca 17 kilometrů severně od břehů Galilejského jezera. Jihovýchodně od vesnice ústí do Jordánu tok Nachal Dišon, do něhož jihovýchodně od Chulaty ústí tok Nachal Chacor.
Vesnice se nachází cca 30 kilometrů severoseverovýchodně od Tiberiasu, cca 133 kilometrů severovýchodně od centra Tel Avivu a cca 62 kilometrů severovýchodně od centra Haify. Je situována v zemědělsky intenzivně využívaném pásu. Chulatu obývají Židé, přičemž osídlení v tomto regionu je takřka zcela židovské. Výjimkou je město Tuba-Zangarija cca 10 kilometrů jižním směrem, které obývají izraelští Arabové, respektive potomci Beduínů.
Chulata je na dopravní síť napojena pomocí dálnice číslo 90, která spojuje Metulu a Tiberias.

## Dějiny
Chulata byla založena v roce 1937. Podle jiného pramene k založení došlo už v září 1936. Jméno osady je odvozeno z pojmenování nedalekého jezera Chula v Talmudu. Zakladateli vesnice byla skupina mladých sionistů původem z Německa. Zpočátku šlo o zemědělskou vesnici, jejíž ekonomika byla založena na rybářství v nedalekém jezeře Chula, které tehdy ještě zaujímalo daleko větší rozlohu než v současnosti. V roce 1946 se vesnice přestěhovala do nynější lokality. Ve 40. letech 20. století zřídili obyvatelé obce na východním břehu jezera Chula opěrný bod, skrz který do tehdejší britské Palestiny přicházeli židovští imigranti.
Během války za nezávislost v roce 1948 čelila obec četným bojům, které probíhaly v prostoru Horní Galileje. Poté, co syrská armáda zničila mošavu Mišmar ha-Jarden (stávala o něco blíže k řece Jordán než nynější stejnojmenný mošav), dokázali obyvatelé Chulaty uhájit svou osadu. Místní děti ale byly v průběhu bojů evakuovány do kibucu Tel Josef v Jizre'elském údolí.
Roku 1949 měl kibuc už 311 obyvatel a rozkládal se na ploše 2200 dunamů (2,2 kilometrů čtverečních).
Během 50. a 60. let 20. století vesnice čelila opakovanému ostřelování ze syrské strany hranice, která tehdy probíhala nedaleko odtud. Ostřelování skončilo až po Šestidenní válce roku 1967, kdy Izrael dobyl Golanské výšiny.
Poté, co během 50. let 20. století došlo k téměř úplnému vysušení jezera Chula se ekonomika kibucu Chulata od roku 1958 přeorientovala z rybářství na rostlinnou výrobu. Výraznou součástí místního hospodářství je turistický ruch v nedaleké přírodní rezervaci Chulské údolí.
V Chulatě fungují zařízení předškolní péče. Základní a vyšší školství jsou k dispozici v okolních větších obcích. V kibucu je zdravotní středisko a sportovní areály.

## Demografie
Obyvatelstvo Chulaty je většinově sekulární. Podle údajů z roku 2014 tvořili naprostou většinu obyvatel Chulaty Židé (včetně statistické kategorie "ostatní", která zahrnuje nearabské obyvatele židovského původu ale bez formální příslušnosti k židovskému náboženství).
Jde o menší sídlo vesnického typu s mírně rostoucí populací. K 31. prosinci 2014 zde žilo 572 lidí. Během roku 2014 vzrostla populace o 5,1 %.
| Rok            | 1948 | 1949 | 1961 | 1972 | 1983 | 1995 | 2001 | 2003 | 2004 | 2005 | 2006 | 2007 | 2008 | 2009 | 2010 | 2011 | 2012 | 2013 | 2014 |
| -------------- | ---- | ---- | ---- | ---- | ---- | ---- | ---- | ---- | ---- | ---- | ---- | ---- | ---- | ---- | ---- | ---- | ---- | ---- | ---- |
| Počet obyvatel | 290  | 311  | 403  | 380  | 464  | 456  | 403  | 385  | 368  | 369  | 372  | 379  | 397  | 513  | 485  | 531  | 533  | 544  | 572  |